# Degu Debebe
Degu Debebe   (Arba Minch, 1 de gener de 1984) és un exfutbolista etíop de la dècada de 2000.
Fou internacional amb la selecció de futbol d'Etiòpia.
Pel que fa a clubs, destacà a Arba Minch City FC i Saint-George SA.